# Col de la Tourmente (Saint-Barthélemy)
Le Col de la Tourmente est un quartier de Saint-Barthélemy dans les Caraïbes. Il est situé dans la partie ouest de l'île sur la colline juste au-dessus de l'aéroport.
Entre 2003 et 2005, le sommet de la colline à l'extrémité de la piste 10 est abaissé et la route qui monte ce relief est déplacée plus à gauche (si l'on regarde la colline depuis l'aéroport) dans cette zone nouvellement dégagée. Cela signifie que les voitures ne sont plus obligées de rouler directement sous la trajectoire d'approche de la piste. Cette modification de la célèbre approche s'inscrit dans le cadre d'un renouvellement complet de l'aéroport qui avait abouti à sa fermeture pendant six semaines fin 2004.